# 费先科夫陨击坑
费先科夫陨击坑(Fesenkov)是火星刻布壬尼亚区的一座撞击坑，中心坐标位于北纬21.8度、西经86.7度处，直径87.38公里，其名称取自前苏联天体物理学家瓦西里·格里高利耶维奇·费先科夫（1889年-1972年），1973年被国际天文联合会批准接受。

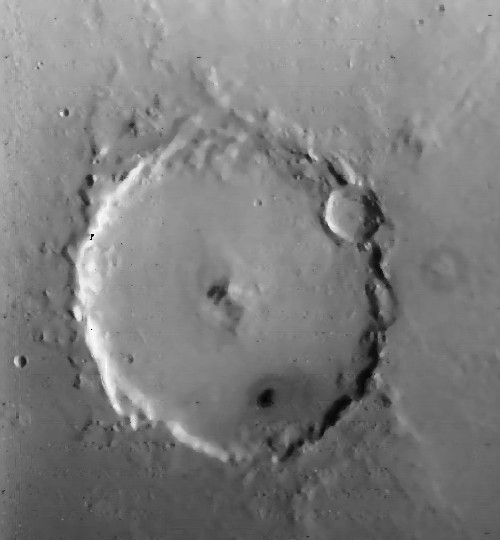
海盗1号轨道器拍摄照片
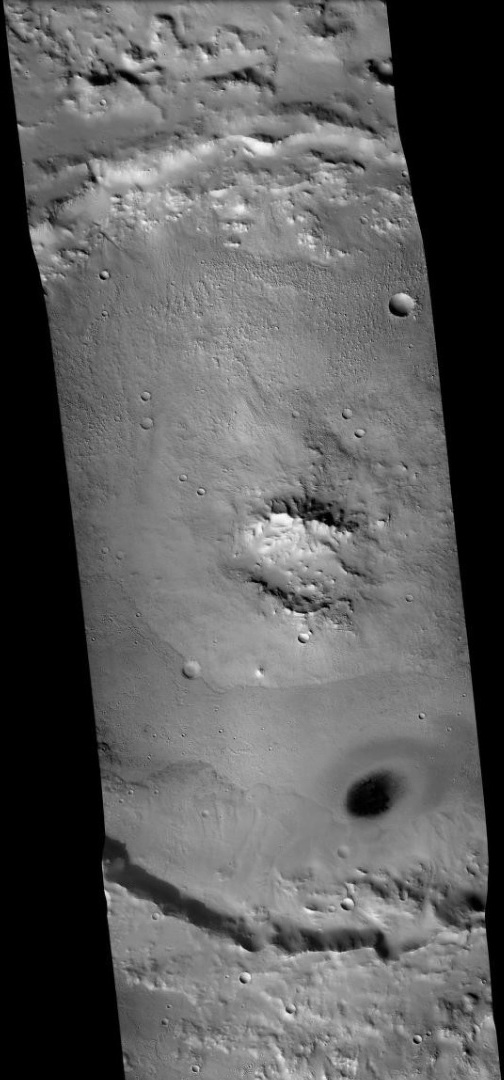
火星勘测轨道飞行器背景相机拍摄的费先科夫陨击坑，中间可看到中央峰，黑色暗斑是玄武岩砂。
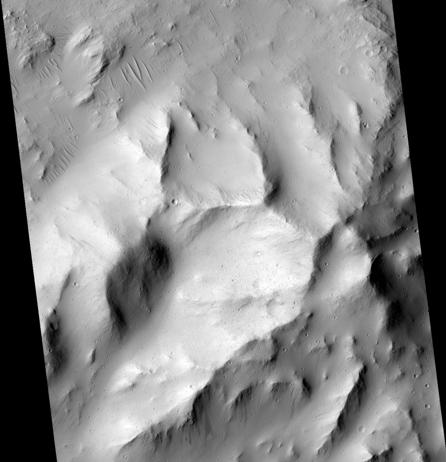
高分辨率成像科学设备显示的费先科夫陨击坑内的中央峰。

## 另请查看
- 撞击坑
- 撞击事件
- 火星撞击坑
- 火星矿石资源
- 行星体系命名法
- 火星水文